# Naturno
Naturno es una localidad y comune italiana de la provincia de Bolzano, región de Trentino-Alto Adigio, con 5.419 habitantes.

## Evolución demográfica
| Gráfica de evolución demográfica de Naturno entre 1861 y 2001 |
|                                                               |
| Fuente ISTAT - elaboración gráfica de Wikipedia               |

## Galería de imágenes

Naturno - Naturns
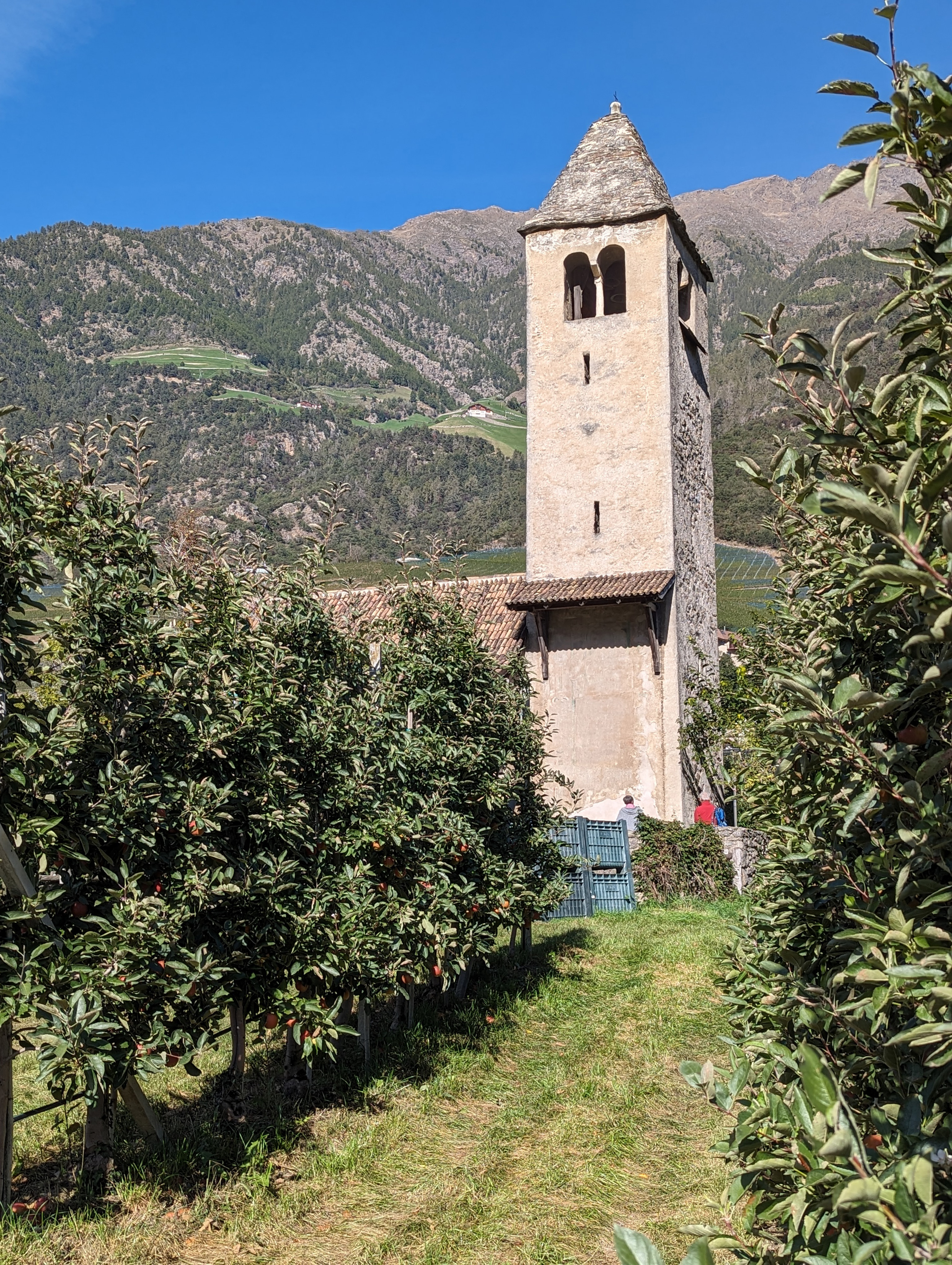
Iglesia de San Próculo
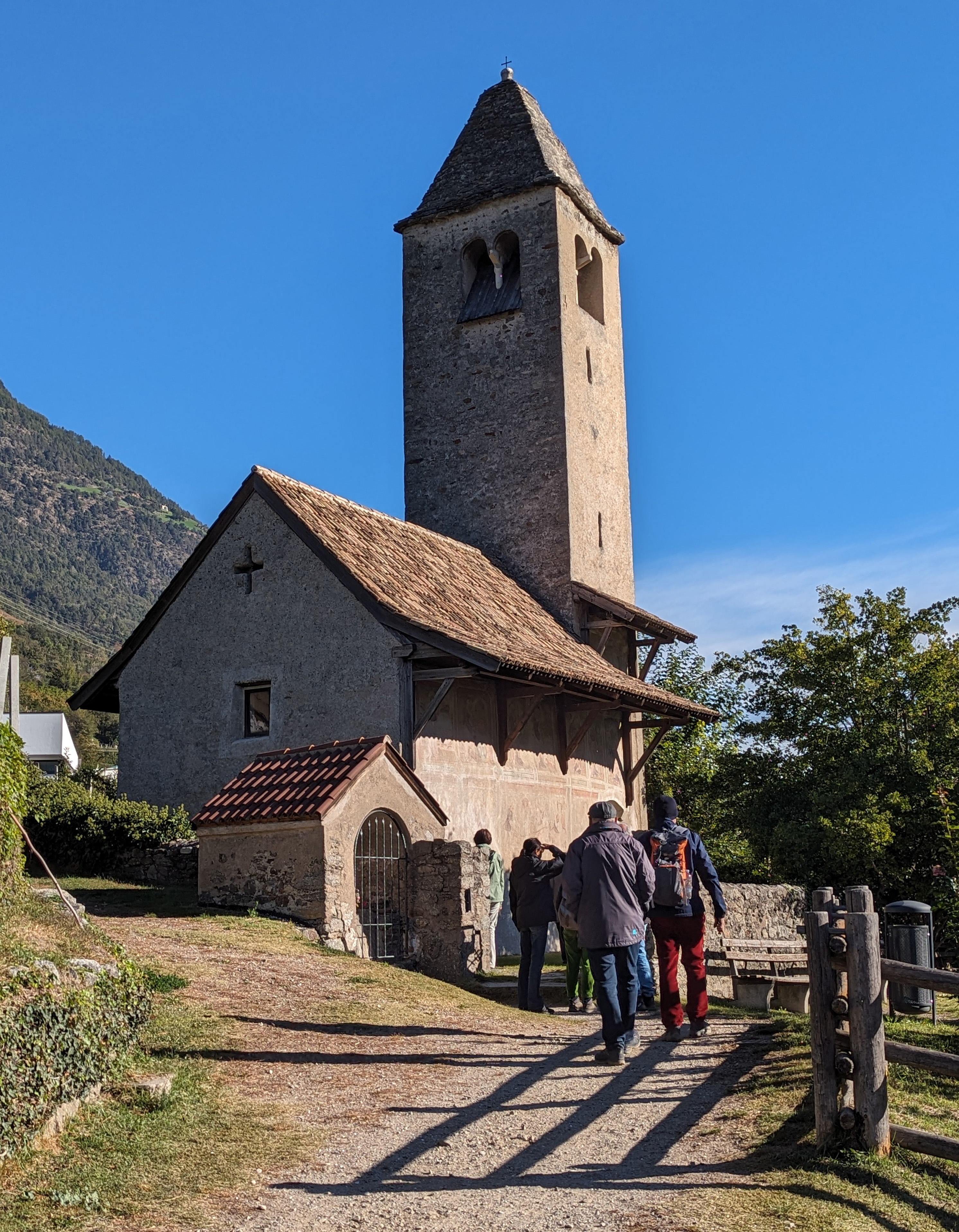
Iglesia de San Próculo
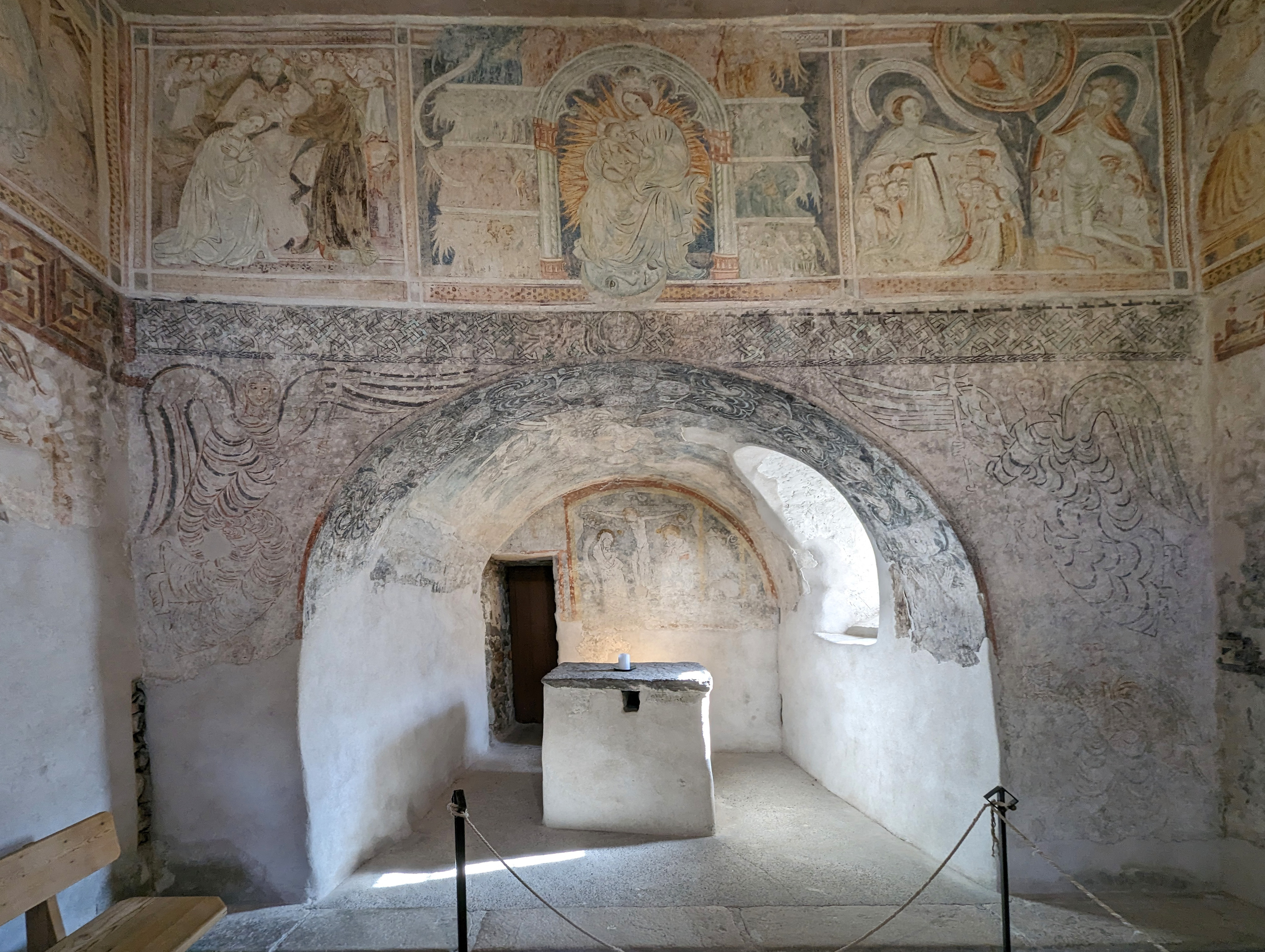
Iglesia de San Próculo
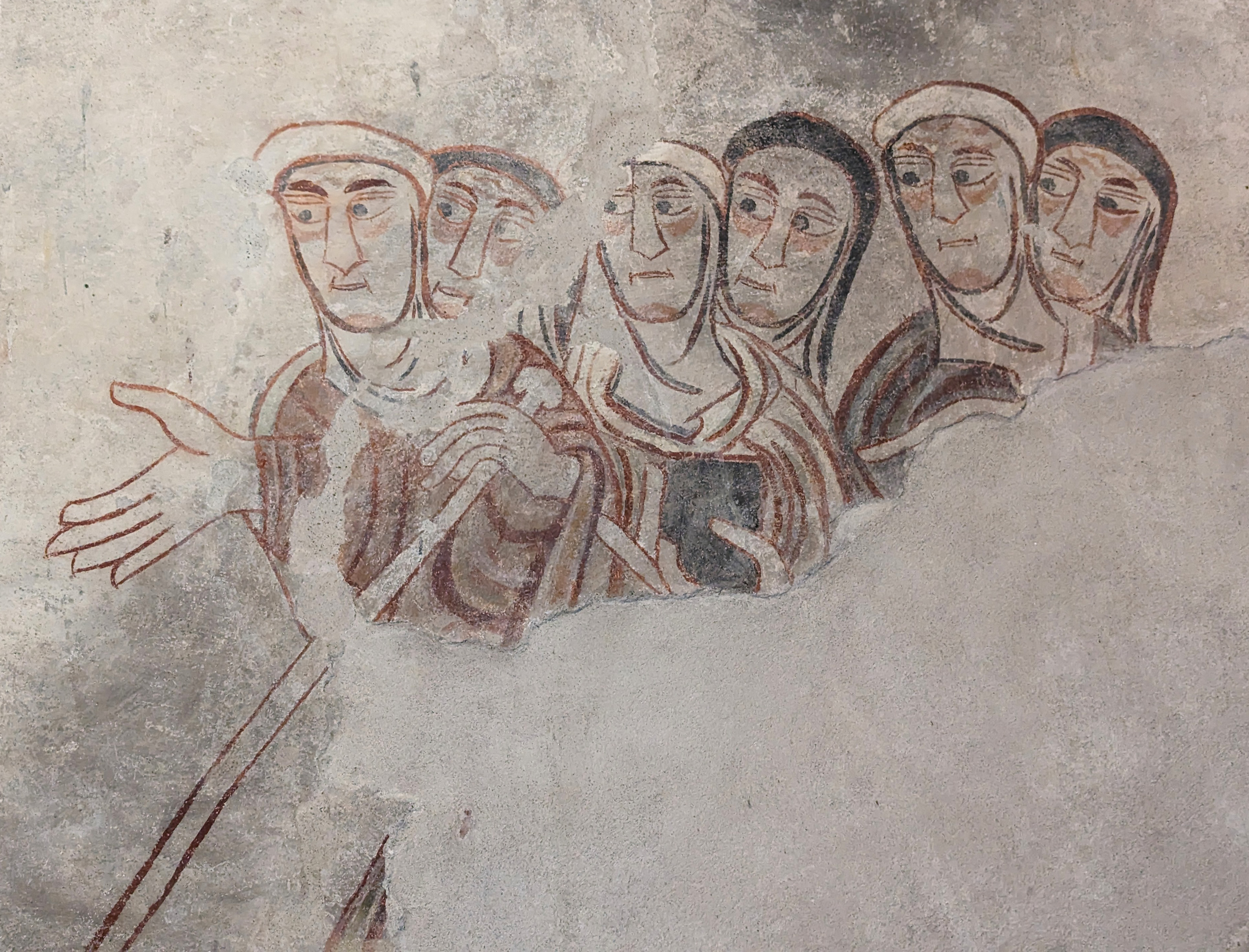
Iglesia de San Próculo
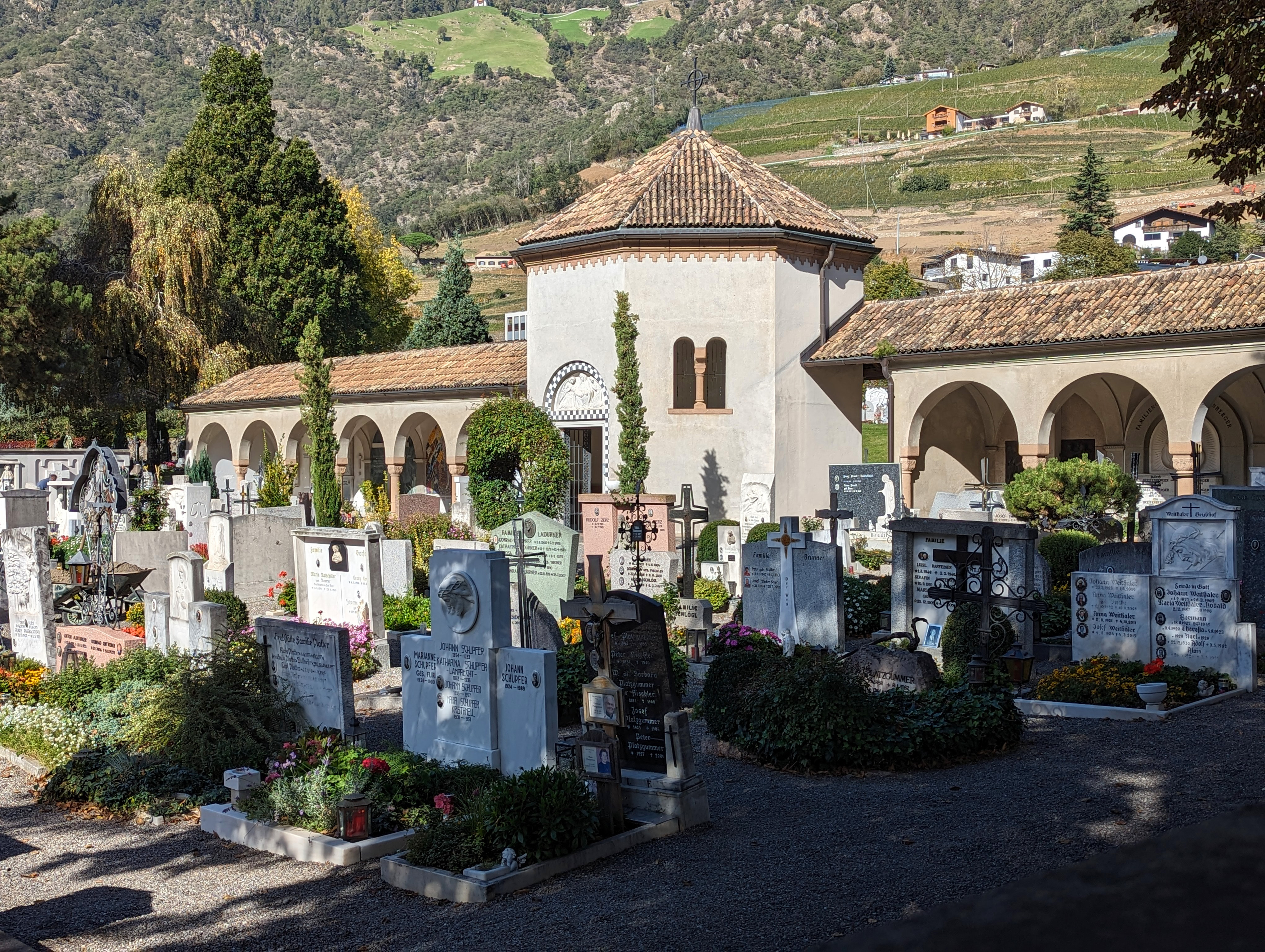
Cementerio
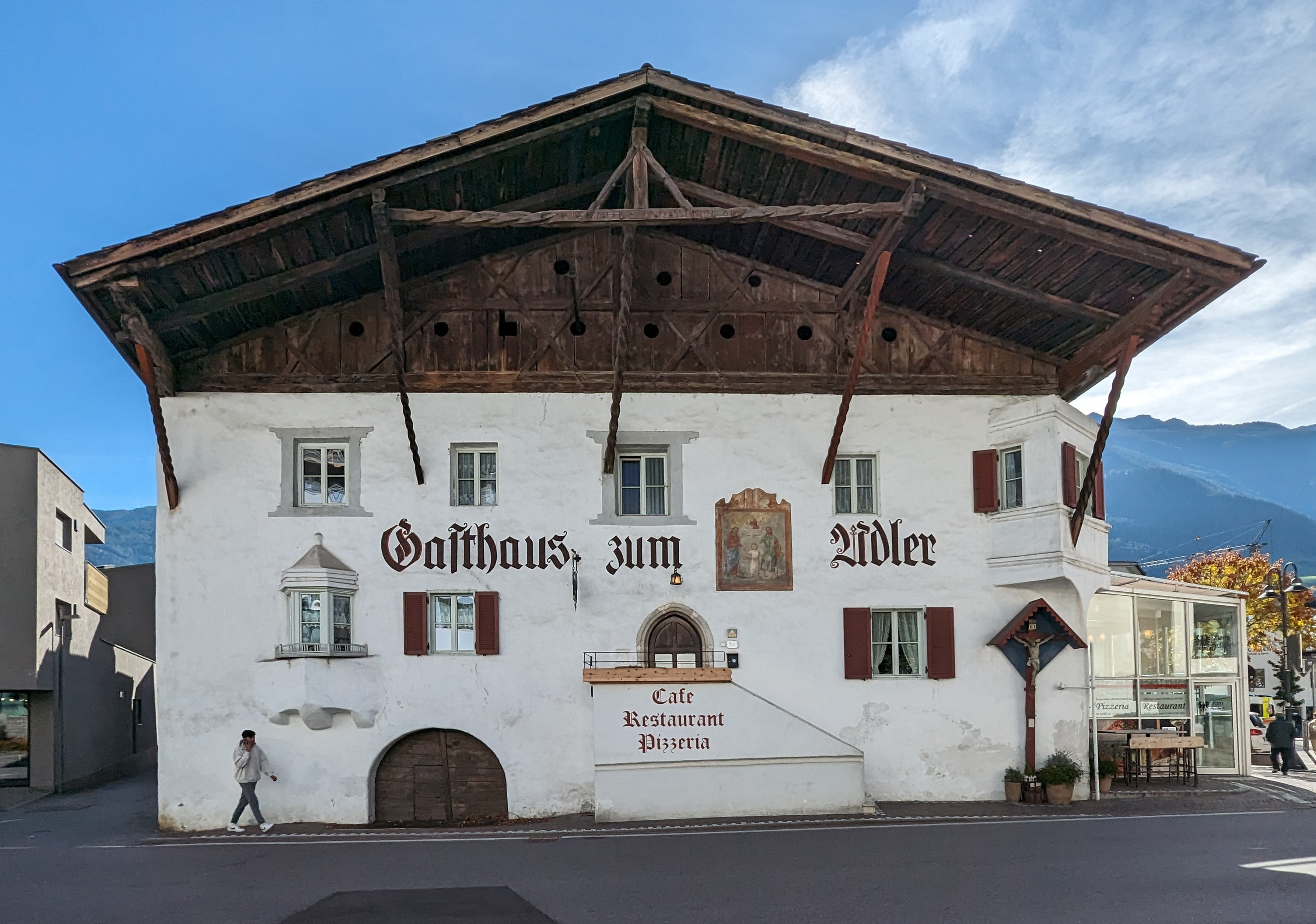
Posada águila
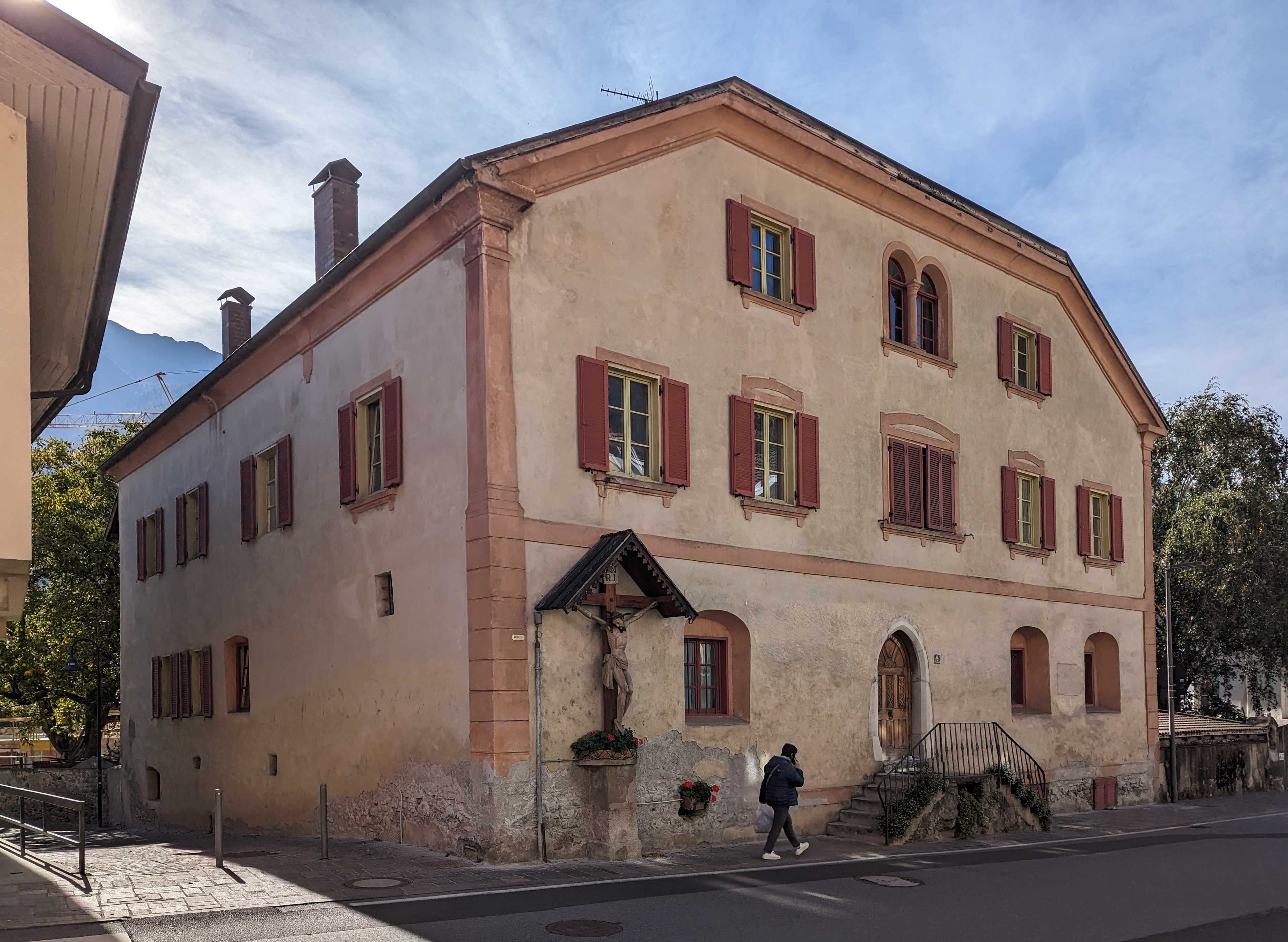
Posada Dorfmair
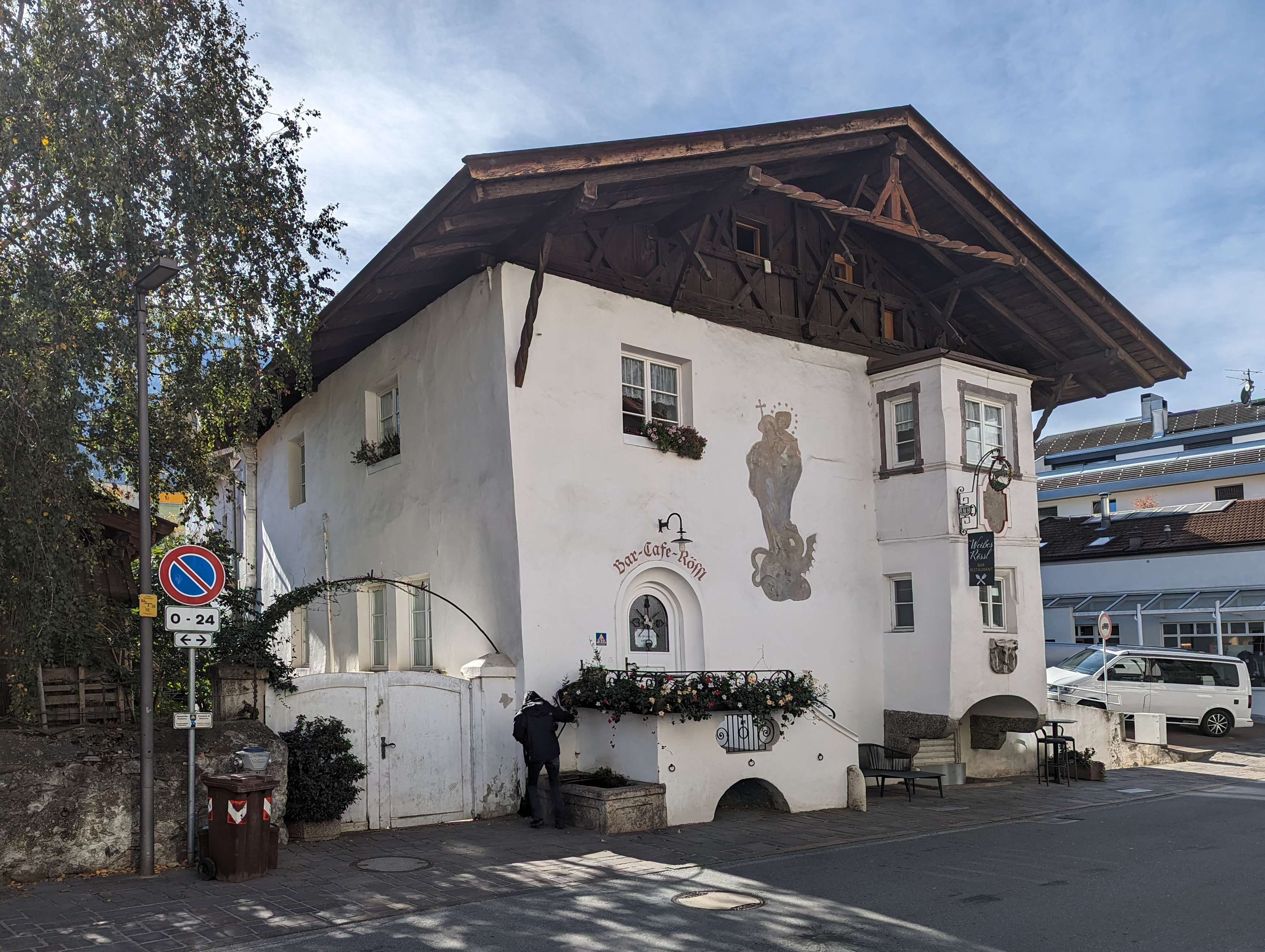
Posada caballito
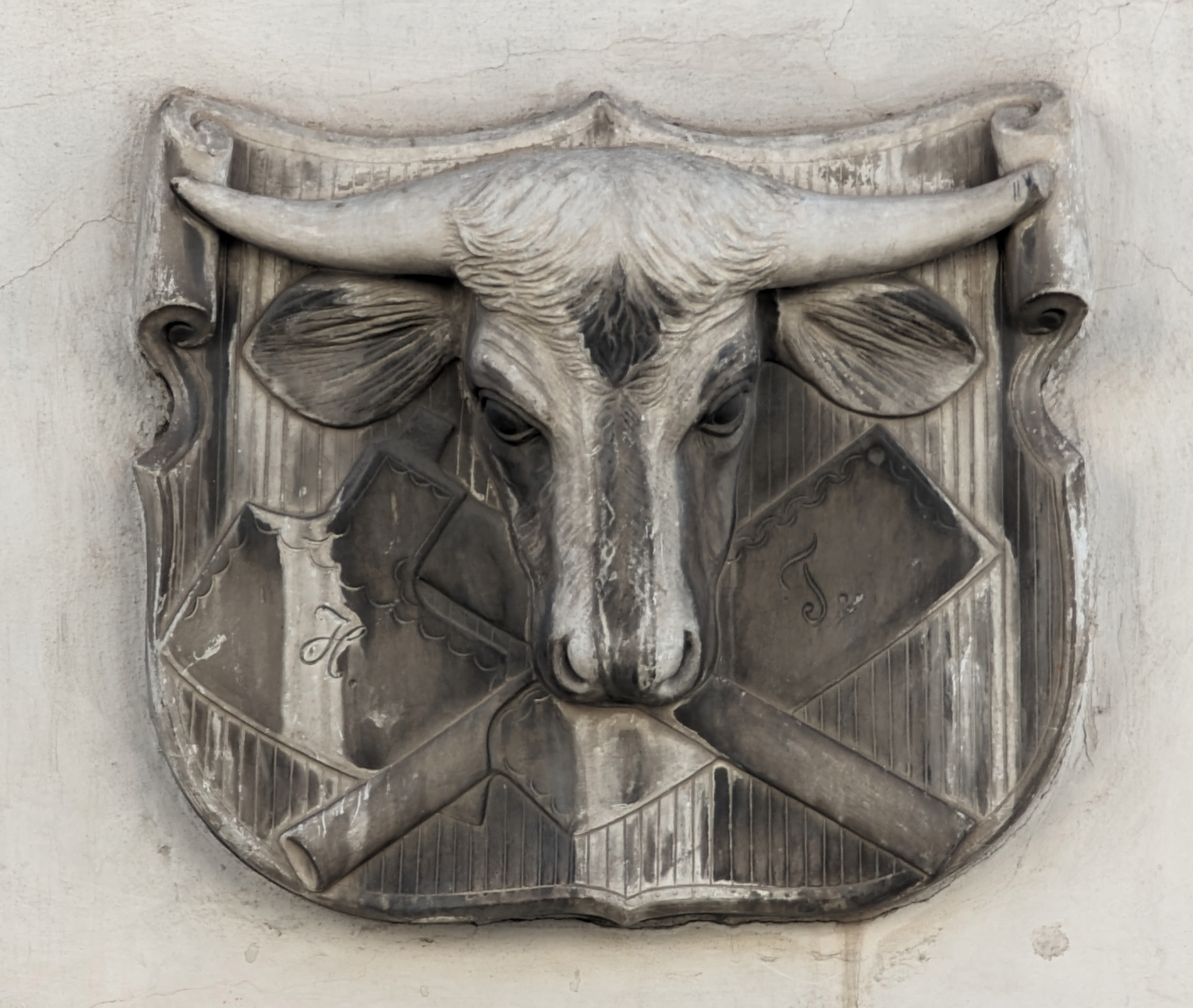
Posada caballito